# Manuel und Amande
Manuel und Amande ist ein Fragment eines mittelhochdeutschen Textes. Möglicherweise handelt es sich hierbei um einen späten mittelalterlichen Artusroman. Insgesamt sind bis jetzt nur 292 Verse bekannt. Es wurde noch keine vollständige Handschrift entdeckt.

## Überlieferung
Bis heute wurden insgesamt fünf Pergamentblätter gefunden. Ein Einzelblatt und drei Doppelblätter wurden im 19. Jahrhundert von P. Gerold Bickel entdeckt. Ein weiteres Einzelblatt, bei dem sich nur die Rückseite entziffern lässt, ist seit den frühen 1980ern bekannt. Alle Blätter wurden in den Einbänden von Büchern der Bibliothek des Klosters Schwaz, Tirol, gefunden. Offensichtlich war die Handschrift im Spätmittelalter oder der frühen Neuzeit zerteilt worden. Da sie damals nicht mehr von Interesse für die Menschen war, wurden ihre einzelnen Pergamentblätter umfunktioniert und zur Verstärkung der Buchrücken verwendet.
Bei den Pergamenten handelt es sich um ein recht kleines Format von 15 mal 11 cm. Jede Seite ist mit genau 20 Versen beschrieben. Die Handschrift wurde verziert: Der Anfangsbuchstabe jedes Verspaars ist aus dem Text herausgerückt, die Initialen sind abwechselnd rot und blau und nach etwas größeren Abschnitten durch schlichte Ornamente hervorgehoben. Die Blätter wurden zurechtgeschnitten, vermutlich, um sie den Büchern, die in sie eingeschlagen waren, anzupassen. Daher fehlen manchmal ein paar Verse. Auch hat das im 19. Jahrhundert gefundene Einzelblatt zudem noch ein Loch in der Mitte des Textes. Daher die krumme Zahl von 292 überlieferten Versen, weil nicht alle 20 Verse auf jeder Seite immer vollständig zu entziffern sind oder auch Teile fehlen.

## Datierung und Herkunft
Die Fragmente konnten anhand der Schrift und der Sprachverwendung einer identischen Handschrift zugeordnet werden. Diese Handschrift lässt sich aufgrund des Schriftbildes auf die erste Hälfte des 14. Jahrhunderts datieren. Sie stammt wohl, wie sich am Sprachgebrauch erkennen lässt, aus dem heutigen Süden Deutschlands, nämlich Bayern oder Ostfranken. Der Ursprungstext ist jedoch älter und stammt aus einem anderen Teil Deutschlands. Denn bei den entdeckten Handschriftenteilen handelt es sich um eine Abschrift des Originals. Der Schreiber dieser Handschrift ist also nicht identisch mit dem Verfasser des Ursprungstextes „Manuel und Amande“, sondern erstellte nur eine Kopie davon.
Die Datierung des Textes an sich ist weniger eindeutig. Auf jeden Fall entstand er aufgrund der reinen Endreime nach 1170. Denn diese Reinheit der Reime findet sich erst ab der Blütezeit der höfischen Literatur im deutschen Sprachgebiet. Die bisher betriebene Forschung zu „Manuel und Amande“ hält eine Datierung in das späte 13. Jahrhundert für möglich, genau lässt es sich jedoch nicht sagen. Der Dichter wird wohl in Mitteldeutschland beheimatet gewesen sein.

## Handlung
Die Reihenfolge der einzelnen Blätter in der Handlung lässt sich nicht genau klären. In der Forschung wird aber Folgendes für möglich gehalten: Das zuletzt entdeckte Einzelblatt steht am frühesten in der Handlung, dann folgt das im 19. Jahrhundert gefundene Einzelblatt und zuletzt stehen die drei Doppelblätter. Letztere werden dem Schluss der Erzählung zugeordnet; jedoch wird davon ausgegangen, dass in der Mitte ein weiteres Doppelblatt fehlt, sodass die Handlung an dieser Stelle um 80 Verse unterbrochen ist. Auf jeden Fall werden die drei Handlungsteile in der Handschrift nicht unmittelbar aufeinander gefolgt sein.

### Inhalt der Fragmente (verkürzt dargestellt)
Die 20 Verse des später entdeckten Einzelblattes geben ein Gespräch zwischen zwei Personen wieder. Die erste Person wird nicht beim Namen genannt, die zweite ist ein junger Mann mit dem Namen Jonas. Dieser ist noch unerfahren und wird scheinbar bald zu einem Kampf aufbrechen.
Das zweite Einzelblatt ist geprägt durch den Monolog eines Ritters, dessen Name nicht bekannt ist. Dieser will sich an einem Anderen rächen, weil dieser ihm Leid und Unrecht zugefügt hat. Zuletzt spricht noch eine Frau, die ebendiesen Ritter in ihren Dienst nimmt.
Die drei Doppelblätter handeln zunächst von der Hochzeit Manuel und Amandes. Nach diesen beiden wurde das Textfragment auch benannt. Das Fest findet am Hofe König Artus statt und es kommen Gäste aus den Heimatländern der beiden, nämlich Spanien und Griechenland. Nach der Hochzeit nimmt Manuel seine Braut mit in seine Heimat Griechenland und beide leben dort glücklich bis an ihr Lebensende.
Nun wendet sich der Erzähler dem Tod König Artus zu: Dieser starb und seine Frau Ginover (auch als Guinevere bekannt) trauerte so sehr um ihn, dass sie ihm schließlich in den Tod nachfolgte. Die Liebe zwischen Artus und Ginover wird als Vorbild für eine ideale Beziehung genannt.
Der Erzähler schildert nun, wie es in einer Liebesbeziehung nicht sein sollte, nämlich dass die Liebe mit Gewalt durch den Mann erzwungen wird. Stattdessen soll er die Frau achten und dieser ihre Freiheiten lassen. Zur Untermauerung seiner Meinung zitiert der Erzähler Cicero und Seneca.

## Gattung
Zuletzt stellt sich in der Forschung noch die Frage, ob sich der bis jetzt nur fragmentarisch überlieferte Text „Manuel und Amande“ dem seit 1170/80 auftretenden Artusroman zuordnen lässt. Das Auftreten König Artus und seines Hofes spräche dafür, die ungewöhnlichen Namen der Handlungsträger aber sprächen eher dagegen. Denn üblicherweise sind Ritter mit Namen wie Erec oder auch Iwein die Hauptpersonen in Artusromanen. Die Namen „Jonas“, „Manuel“ und „Amande“ mit ihrem leicht orientalischen Anklang kommen sonst in Artusromanen nicht vor. Jedoch gibt es bei den späten Artusromanen Variationen der typischen Handlung und auch der Personen. Daher wäre es möglich, dass es sich bei „Manuel und Amande“ um einen späten Artusroman handelt.
Es gab aber auch Stimmen in der Forschung, die das Fragment dem neuen historischen Roman zuordnen wollten. Demnach erzähle dieser Roman die Geschichte realer Personen und Artus werde nur noch aus Gewohnheit erwähnt, weil dem Dichter der Gattungswandel noch nicht bewusst geworden sei.
Genau klären lässt sich die Gattungsfrage nicht. Dafür ist zu wenig Text bekannt. Eine Struktur des Textes lässt sich nicht nachzeichnen. Gerade dies wäre sehr wichtig für die Frage, ob „Manuel und Amande“ ein Artusroman ist oder nicht.